# Pagans in Vegas
Pagans in Vegas é o sexto álbum de estúdio da banda canadense Metric, tendo sido lançado em 18 de setembro de 2015. Algumas de suas faixas haviam sido lançadas anteriormente como singles.

## Lista de faixas
| N.º            | Título              | Duração |  |
| 1.             | "Lie Lie Lie"       | 4:25    |  |
| 2.             | "Fortunes"          | 4:12    |  |
| 3.             | "The Shade"         | 3:36    |  |
| 4.             | "Celebrate"         | 4:00    |  |
| 5.             | "Cascades"          | 5:24    |  |
| 6.             | "For Kicks"         | 4:36    |  |
| 7.             | "Too Bad, So Sad"   | 3:24    |  |
| 8.             | "Other Side"        | 3:51    |  |
| 9.             | "Blind Valentine"   | 3:22    |  |
| 10.            | "The Governess"     | 4:01    |  |
| 11.            | "The Face, Part I," | 5:01    |  |
| 12.            | "The Face, Part II" | 3:20    |  |
| Duração total: | Duração total:      | 49:22   |  |

Em outras versões do álbum, disponibilizadas via plataformas digitais de streaming ou compra de músicas, de vieram inclusas outras faixas:
| N.º | Título                   | Duração |  |
| 13. | "Office Towers Escalate" | 3:16    |  |
| 14. | "The Shade (acoustic)"   | 3:12    |  |

## Recepção
No Metacritic, as avaliações constam como "favoráveis em geral", marcando uma pontuação de 65 pontos de um máximo de cem. O cenário não é muito diferente no Album of the Year, onde a pontuação é de 61 de cem.